# Fiat Abarth OT 1600
La Fiat Abarth OT 1600 (OT sta per Omologata Turismo) è un prototipo ideato da Carlo Abarth e realizzato su base della Fiat 850 dalla casa automobilistica italiana Abarth nel 1964.

## Storia

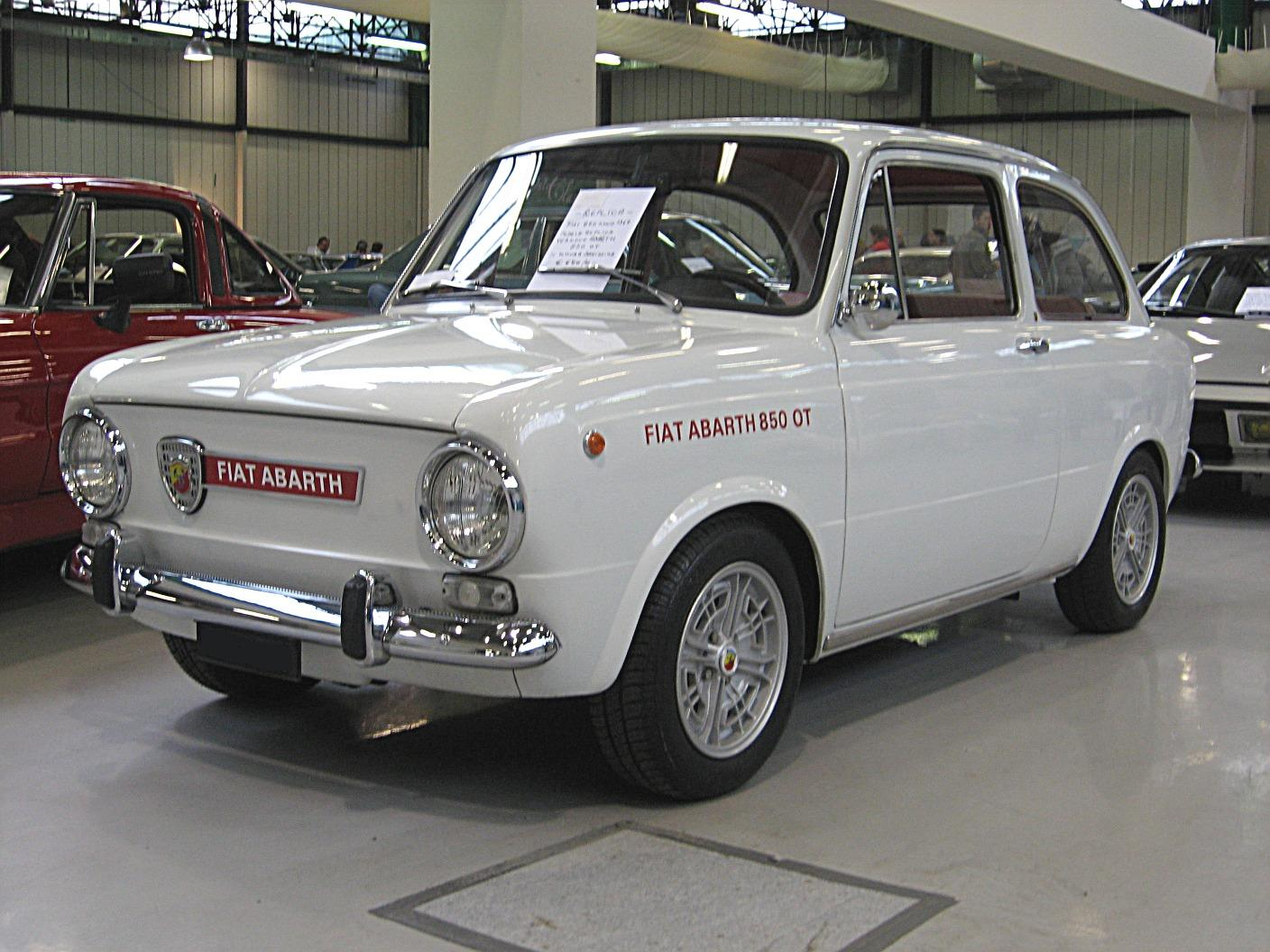
Una Fiat Abarth OT 850

Tutto cominciò con la Fiat Abart OT 850/130, realizzata due mesi dopo il debutto della Fiat 850, dalla quale derivava. Esteticamente era molto simile alla Fiat 850 e la potenza (42 CV) e le prestazioni (velocità massima di 130 km/h) erano leggermente superiori al modello base. Tuttavia il costo (870.000 lire), ritenuto sproporzionato per il lieve aumento della potenza e delle prestazioni, il prevedibile aumento dei consumi e il fatto che la Fiat realizzò la 850 Super, che costava 798.000 lire ma che poteva raggiungere una velocità massima di 125 km/h le fecero guadagnare poco successo. 
Carlo Abarth, non contento, propose una nuova gamma con dei nuovi modelli più potenti: la OT 850/150, la OT 1000 e la OT 1600. Quest'ultima era una vera e propria auto da sogno, esteticamente era molto più aggressiva degli altri modelli della gamma. Montava lo stesso motore della Abarth 1600 GT, che era un motore bialbero a doppia accensione. Inoltre aveva una potenza di 154 CV, poteva passare da 0 a 100 km/h in 7 secondi e raggiungere i 220 km/h, una velocità molto elevata per l'epoca e venne addirittura soprannominata "mostro" o "bomba". 
Inizialmente si pensò che la OT 1600 fu ideata per attirare l'attenzione sul marchio Abarth, in realtà la vettura venne ideata per competere al Campionato Europeo Turismo. Per farla partecipare al Campionato bisognava costruire almeno mille esemplari di serie e tale obbiettivo era troppo ambizioso. Così la OT 1600 venne scartata e ne vennero prodotti solo pochi esemplari, uno dei quali finì nelle mani di Gianni Agnelli. La produzione delle OT 850 e delle OT 1000 terminò nel 1965.